# Sergei Wladimirowitsch Kud-Swertschkow
Sergei Wladimirowitsch Kud-Swertschkow (russisch: Сергей Владимирович Кудь-Сверчков; * 23. August 1983 in Leninsk, Kasachische SSR, Sowjetunion, heute Baikonur, Kasachstan) ist ein russischer Kosmonaut.

## Leben
In den Jahren 1990–1996 war Kud-Swertschkow Schüler an der Schule Nummer 9 der Stadt Mytischtschi. Im Jahr 2000 machte er seinen Schulabschluss an der Schule Nummer 20 der Stadt Koroljow. Er schloss sein Studium an der Moskauer Staatlichen Technischen Universität mit Auszeichnung ab und spezialisierte sich auf Raketentechnik.
Ab August 2006 arbeitete er bei RKK Energija zunächst als Ingenieur, dann ab Dezember 2009 als leitender Wissenschaftler.

## Kosmonaut

### Auswahl und Ausbildung
Am 19. Dezember 2008 wurde er bei einer Sitzung der Main Medical Commission (MMC) für die Kosmonautenausbildung als geeignet befunden. Am 26. April 2010 wurde er als Testkosmonautenkandidat für das Kosmonautenkorps RSC Energia zugelassen. Am 15. November 2010 begann er auf Anordnung des Leiters des Kosmonauten-Ausbildungszentrums das eineinhalb Jahre dauernde allgemeine Weltraumtraining im Juri-Gagarin-Kosmonautentrainingszentrum, das er 2012 abschloss. Auf Anordnung von Roskosmos, ein einziges statt zwei verschiedene Kosmonautenkorps zu gründen, verließ er die RKK Energia und wurde am 22. Januar 2011 als Kandidat für das Kosmonautenkorps von Roskosmos versetzt.
Im Januar 2011 nahm er zusammen mit Oleg Nowizki und Kevin Ford an einem Überlebenstraining in einem Wald in der Nähe von Moskau teil. Im Juli 2011 absolvierte er an der Aero L-29 ein Flugtraining. Am 17. November 2011 begann er auf dem Flugplatz Tschkalowski nahe Moskau mit dem Training von Parabelflügen unter Schwerelosigkeitsbedingungen, das an Bord einer Il-76 MDK SL durchgeführt wurde. Vorher absolvierte er eine theoretische Ausbildung und machte sich sowohl mit den technischen Eigenschaften als auch mit dem Design der Il-76 MDK SL vertraut. Er absolvierte insgesamt zehn dieser Parabelflüge. Am 13. März 2012 begann er die Ausbildung im Bereich der Außenbordeinsätze (EVA) an einem Unterwassermodell der ISS. Er trug dabei eine an den Weltraumanzug Orlan-MK angepasste Unterwasserversion. Er absolvierte drei Tauchgänge. Nach Abschluss der Weltraumausbildung wurde er zum Staatsexamen zugelassen, das er am 31. Juli 2012 bestand.

### ISS Expeditionen 63/64
Im Mai 2020 wurde er als Flugingenieur der ISS-Expeditionen 63 und 64 nominiert. Er startete am 14. Oktober 2020 zusammen mit dem russischen Kosmonauten Sergei Ryschikow und der NASA-Astronautin Kathleen Rubins an Bord von Sojus MS-17 zur ISS. Am Ende der ISS-Expedition 63 und während der Expedition 64 arbeitete er dort als Bordingenieur.
Am 17. April 2021 kehrte er wohlbehalten vom Aufenthalt auf der ISS zur Erde zurück.